# كاتيشين
الكاتيشين هو مركب من صنف الفلافانولات بعائلة الفلافونويدات، وقد يطلق عليه كذلك اسم كاتيكول إلا أنه سيلتبس مع البيروكاتيكول الذي يطلق عليه هذا الاسم في بعض المرات، فللخروج من هذا اللبس المحتمل قررت المجمعات العلمية استعمال لفظ كاتيشين دون غيره. اكتشف ابتداءا في ثمار السنط الكادي (Acacia catechu) الذي أخذ منه اسمه، ويعتبر الكاتيشين ومتصاوغاته مضادات للأكسدة جد فعالة حيث تساعد على الوقاية من الأمراض الالتهابية والشريانية.
لفظ «الكاتيشين» يستخدم أحيانا للدلالة على صنف الفلافانولات ولتفادي أي لبس قد يحصل بين الصنف والمركب، فإن هذا الأخير يعبر عنه في مواضعه بـ(+/-)-كاتيشين.

## كيمياء

يحتوي الكاتيشين على حلقتي بنزين (يطلق عليها اسم أ- وب-) ومركب حلقي غير متجانس ثنائي هيدرو البيران (يسمى ج-) مرتبط بهيدروكسيل على الكربون 3. الحلقة «أ» تشبه مركب الريزورسينول وتشبه الحلقة «ب» مركب الكاتيكول. وعلى هذه الجزيئة يوجد مركزان للتماكب على الكربون 2 والكربون 3، وبالنتيجة أربعة متقابلات. متصاوغان اثنان بتماكب هندسي مفروق يطلق عليهما اسم كاتيشين واثنان آخران بتماكب هندسي مقرون يسميان إيبيكاتيشين.
المتصاوغ الأكثر شهرة هو (+)-كاتيشين، والمتماكب الفراغي الآخر هو (-)-كاتيشين أو أنتكاتيشين. وأشهر متصاوغ للإيبيكاتيشين هو (-)-إيبيكاتيشين ويعرف أيضا بأسماء أخرى كـ: إيبيكاتيكول، (-)-إيبيكاتيكول، ل-أكاكاتيكين.

## معرض صور

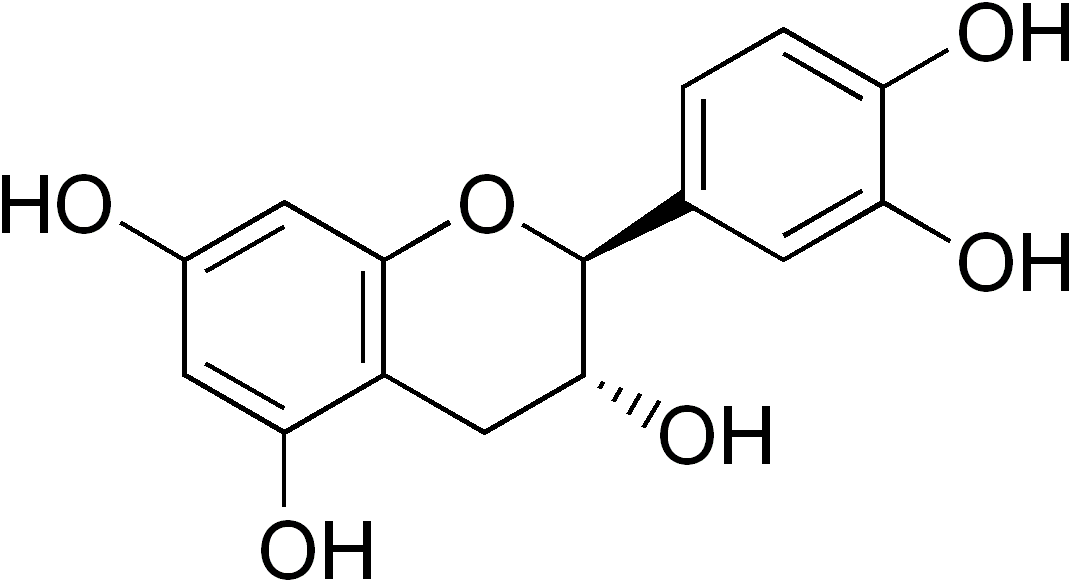
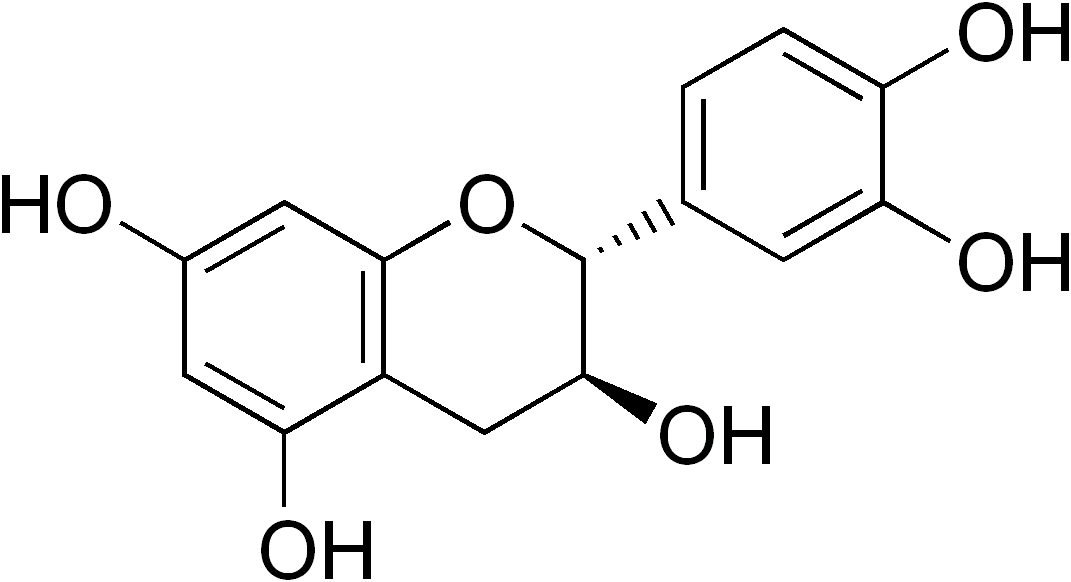